# Gyroporus cyanescens
El mataparent groc (Gyroporus cyanescens) és una espècie de bolet de la família Gyroporaceae. Va ser descrit per la primera vegada com una espècie del gènere Boletus (Boletus cyanescens) pel micòleg francès Jean Baptiste Francois Pierre Bulliard; Lucien Quelet li va assignar el seu nom actual en 1886.
La forma del barret (píleu) és cònica, amb la maduresa pren la forma convexa a plana, pot aconseguir els 12 centímetres de diàmetre, és de color groguenca pàl·lida, l'aspecte és sec i escatós, presa una coloració blavosa en fer contacte amb els dits o mitjançant un tall, l'estip és d'un gruix de fins a 5 centímetres i el seu llarg pot aconseguir els 10 centímetres, de color groguenc, igual que el píleu.
El seu hàbitat són els boscos de fusta dura (conífera i roure), prefereix els sòls arenosos.
És un bolet molt comú en l'est d'Amèrica del Nord i en alguns països d'Europa.
Les seves espores són de color ocre clares.

### Comestibilitat
És un bolet comestible, per la color blavosa en cuinar-los.